# 狼烟 (2006年电视剧)
《狼烟》，2006年中国大陆播出的电视剧，《DA師》的續集，导演苏舟，主演罗嘉良、巫刚、侯勇、伊能静、陈慧珊、杜雨露。

## 剧情
该剧讲述中国大陆东方經濟強城宁海市（為上海市的改編雛形）的核工业設施被邻国强敌的海陆空三军入侵，宁海市组建一支“狼烟行动”部队抵御外敌，然而其實是一次模擬演習，演習中發現了城市軍民和官員戰爭思想薄弱久居太平盛世。DA師的前幹部高达認為人民戰爭的思想還是適用於未來戰場，戰爭不能光只有軍人參與，決定組建後備DR師以應對未來超限戰爭，然而他的決定遭到當地官場和商界的阻力，認為沒有必要小題大作，幸而有電視台主播路佩佩以及許多國防志士相助，DR師終於邁向組建，只是前路險阻依然多。

## 演出
| 演员   | 角色   | 备注 |
| 罗嘉良 | 高达   |      |
| 巫刚   | 朱北阳 |      |
| 伊能静 | 路佩佩 |      |
| 陈慧珊 | 韩叶   |      |
| 杜雨露 | 钟元年 |      |
| 侯勇   | 桂平原 |      |
| 程愫   | 曲颖   |      |
| 徐洪浩 | 景晓书 |      |
| 王伟军 | 冷若冰 |      |
| 殷桃   | 赵楚楚 |      |

## 制作
《狼烟》获得了南京军区文工团的赞扬。
台湾女艺人伊能静身着中国人民解放军军装出镜。